# A Voz do Artista (Abrantes)
A Voz do Artista foi um jornal publicado semanalmente em Abrantes entre 25 de dezembro de 1896 e 19 de setembro de 1897, tendo como proprietário António Marques Farinha.
Este jornal esteve ligado ao Associativismo Operário, como defensor da classe operária.